# Койвуранта, Ансси
Ансси Эйнар Койвуранта (фин. Anssi Einar Koivuranta, род. 3 июля 1988, Куусамо, Оулу) — бывший финский двоеборец и прыгун с трамплина, чемпион мира 2007 года в эстафете по лыжному двоеборью, обладатель Кубка мира по лыжному двоеборью 2008/09. Начиная с сезона 2010/11 выступал только в прыжках с трамплина, после того как Ансси переболел пневмонией ему было запрещено заниматься лыжными гонками. Первый в истории спортсмен, выигравший этап Кубка мира как в двоеборье, так и прыжках с трамплина. Завершил карьеру в 2015 году.

## Спортивная биография

### Лыжное двоеборье
В Кубке мира по лыжному двоеборью дебютировал 5 марта 2004 года в возрасте 15 лет.

#### Олимпиада 2006
В 2006 году на Олимпиаде в Турине 17-летний Ансси выиграл бронзу в составе финской эстафетной команды. Там же в спринте Койвуранта занял 11-е место, хотя после прыжка шёл третьим. В индивидуальной гонке по системе Гундерсена Койвуранта был на финише 25-м.

#### Чемпионат мира 2007
На чемпионате мира 2007 года в японском Саппоро Ансси выступил намного успешнее. В спринте он шёл вторым после прыжка вслед за немцем Бьорном Кирхайзеном. Однако в гонке Ансси обошли норвежец Магнус Моан и соотечественник Ханну Маннинен, сам же Койвуранта не сумел обойти немца и остался четвёртым. Через 2 дня в эстафете финнам не было равных — после прыжков они захватили лидерство с преимуществом в 49 секунд и по ходу гонки никому его не отдали, выиграв у немцев на фининше 28 секунд. Вместе с Койвурантой чемпионам мира стали Ханну Маннинен, Яанне Риинянен и Яакко Таллус. Через 5 дней в индивидуальной гонке на 15 км по системе Гундерсена Ансси опять успешно выступил на трамплине — он стал вторым после француза Джейсона Лами-Шаппюи. На лыжне Ансси обошёл француза, однако сам пропустил вперёд немца Ронни Аккерманна и американца Билла Демонга, причём Демонг обошёл финна в самом финишном створе. Тем не менее Койвуранта завоевал свою первую личную награду на чемпионатах мира.

#### Первые победы на этапах Кубка мира
30 ноября 2008 года Койвуранта выиграл свой первый этап Кубка мира, победив в индивидуальной гонке в родном Куусамо. 7 декабря того же года он выиграл индивидуальную гонку в норвежском Тронхейме, в конце декабря он выиграл этап в немецком Оберхофе, 4 января 2009 года финн победил в Шонахе, 1 февраля выиграл в Шо Нёве, а 14 февраля — в Клингентале. Таким образом за 1,5 месяца он одержал 6 побед на этапах Кубка мира. Неудивительно, что перед чемпионатом мира 2009 года в чешском Либереце лидер Кубка мира считался главным фаворитом.

#### Чемпионат мира 2009
Первой гонкой чемпионата стал впервые включённый в программу масс-старт на 10 км. В гонке Ансси занял 5-е место, а после 2 прыжков с трамплина сумел подняться лишь на 1 позицию, оставшись четвёртым. Через 2 дня в гонке на 10 км (обычный трамплин) Аннси после прыжка шёл на втором месте, уступая лишь 2 секунды американцу Тодду Лодвику. Однако на лыжне финн выступил крайне неудачно, показав лишь 17-й чистый результат, что привело в к тому, что по итогам гонки он оказался на 4-м месте, уступив бронзовому призёру более 20 секунд. Из-за проблем со здоровьем Койвуранта не был включён в эстафетную команду, и без него финны не смогли отстоять своё звание чемпионов мира, оставшись вообще без наград. В последнем старте чемпионата Ансси вновь был вторым на трамплине, но не вышел на старт лыжной гонки, так как почувствовал, что не сможет составить конкуренции соперникам. Таким образом, главный фаворит чемпионата остался без медалей.

#### Победа в Кубке мира 2008/09
Через несколько дней Койвуранта сумел избавиться от своих проблем и в начале марта сумел дважды стать вторым на этапе в финском Лахти, а в середине марта выиграл свой 6-й этап Кубка мира в сезоне, победив в норвежском Викерсунде. По итогам сезона 2008/09 Койвуранта набрал в Кубке мира 1461 очко, и, опередив на 111 баллов норвежца Магнуса Моана, стал обладателем Кубка мира. Кроме Ансси ни одного финна в итоговой 10-ке Кубка мира не было. Койвуранта стал третьим финном, победившим в Кубке мира, после Самппы Лаюнена (1996/97 и 1999/00) и Ханну Маннинена (2003/04, 2004/05, 2005/06 и 2006/07).
В сезоне 2009/10 на счету Койвуранты пока лишь одно второе место на этапе в Лиллехаммере вслед за немцем Тимо Эдельманном. В общем зачёте после 4 гонок он идёт на 6-м месте.

### Прыжки с трамплина
Хотя лыжное двоеборье в начале карьеры являлось для Койвуранты основным видом, он весьма успешно выступал и в чистых прыжках с трамплина. В 2006 году юный финн выиграл один из этапов Кубка ФИС (3-й по уровню кубок в международных прыжках с трамплина после Кубка мира и Континентального кубка).
В 2009 году Койвуранта достаточно неожиданно победил на чемпионате Финляндии по прыжкам с трамплина, опередив таких известных прыгунов как вице-чемпион мира 2007 года Харри Олли и вице-чемпион Олимпийских игр 2006 года в команде Тами Киуру. Таким образом, Койвуранта мог принять участие в чемпионате мира 2009 года в Либереце не только в двоеборье, но и в прыжках с трамплина. Однако после победы в чемпионате Финляндии Ансси заявил, что в Либереце он сосредоточиться лишь на двоеборье и не будет участвовать в чистых прыжках с трамплина. Однако это не принесло Ансси успеха — он не выиграл в Либереце ни одной награды, дважды заняв 4-е место.